# أغوو نسي
أغوو نسي (المعروف باسم أغو نسي في الأمريكتين) في أساطير أفريقيا (نيجيريا) هو ألوسي (أرواح تُعبد وتقدم لها الأضاحي) الكهانة. وهو المعالج وإله الطب والعرافة.